# 5970 Одорікоен
5970 Одорікоен (5970 Ohdohrikouen) — астероїд головного поясу, відкритий Кадзуро Ватанабе 13 травня 1991 року на станції JCPM Саппоро.
Тіссеранів параметр щодо Юпітера — 3,642.
Названо на честь Одорікоен (яп. おおどおりこうえん(大通公園) о:до:ріко:ен)